# 小説現代推理新人賞
小説現代推理新人賞（しょうせつげんだいすいりしんじんしょう）は、講談社の月刊文芸誌『小説現代』誌上で1994年から1998年まで実施された公募新人文学賞。短編の推理小説を募集していた。

## 受賞作一覧
- 第1回（1994年）高嶋哲夫 「メルト・ダウン ――神よ、我が手は……」
- 第2回（1995年）釣巻礼公 「沈黙の輪」
- 第3回（1996年）真田和 「ポリエステル系十八号」
- 第4回（1997年）瀬尾こると 「地獄（インフェルノ） ――私の愛したピアニスト」
- 第5回（1998年）池田藻 「この夜にさよなら」

## 選考委員
- 第1回 - 第2回：井沢元彦、北方謙三、森村誠一、山村美紗